# Lo’o Dasi
Lo’o Dasi (Loodasi) ist eine osttimoresische Aldeia im Suco Colimau (Verwaltungsamt Bobonaro, Gemeinde Bobonaro). 2015 lebten in der Aldeia 21 Menschen. Seitdem wurden die Grenzen der Aldeia verändert, sodass heute mehr Menschen in Lo’o Dasi leben.

## Geographie
Lo’o Dasi nimmt im Süden mehr als die Hälfte der Fläche des Sucos Colimau ein. Nördlich liegt die Aldeia Beamoas. Im Westen grenzt Lo’o Dasi an die Sucos Maliubu, Tebabui und Cota Bo’ot, im Süden an die Sucos Mape und Ucecai und im Osten an die Sucos Mau-Ulo und Mau-Nuno. Im Nordwesten kam 2015 vom Suco Maliubu eine kleine Ausbuchtung zu Lo’o Dasi. Hier befindet sich das Dorf Lo’o Dasi, durch das die Überlandstraße von Maliana nach Atsabe führt. Im Südwesten der Aldeia liegt das Dorf Polo. Der Ort verfügt über eine Grundschule.
Ein Gebirgszug durchzieht das Zentrum von Lo’o Dasi. In der Aldeia liegen hier die Gipfel des Taralu (1974 m), Gueroaben (2118 m) und des Foho Bacusaga (2212 m). Die gebirgige Mitte der Aldeia und der Nordosten sind unbesiedelt. Im Südosten finden sich nur ein paar einzeln stehende Häuser. Im äußersten Osten, wo das Land auf unter 500 m sinkt, fließt der Mola.

## Politik
2023 wurde Vasco Amaral zum Chefe de Aldeia gewählt.